# دالاس جاكسون
دالاس جاكسون هو لاعب هوكي الجليد كندي، ولد في 31 مارس 1989 في Edson, Alberta ‏ في كندا.

## وصلات خارجية
- دالاس جاكسون على موقع دوري الهوكي الوطني (الإنجليزية)
- دالاس جاكسون على موقع EliteProspects.com (الإنجليزية)
- دالاس جاكسون على موقع HockeyDB.com (الإنجليزية)